# 124 Alceste
Alceste (asteroide 124) é um asteroide da cintura principal com um diâmetro de 76,36 quilómetros, a 2,42881031 UA. Possui uma excentricidade de 0,07654004 e um período orbital de 1 557,96 dias (4,27 anos).
Alceste tem uma velocidade orbital média de 18,36559405 km/s e uma inclinação de 2,95074077º.
Este asteroide foi descoberto em 23 de agosto de 1872 por Christian Peters.
Este asteroide recebeu este nome em homenagem à personagem Alceste da mitologia grega.